# Piaseczna (dopływ Świdra)
Piaseczna – struga, prawy dopływ Świdra o długości 15,75 km. 
Płynie w województwie mazowieckim przez gminy Cegłów i Siennica. Wypływa pod wsią Skwarne 0,5 km na zachód od gajówki Sokolnik. Struga przepływa przez miejscowości Piaseczno, Kiczki, Dzielnik, Drożdżówka, Kulki, Ptaki, Świderszczyzna.